# 正則環
可換環論において、正則環 (regular ring) は可換ネーター環であって任意の素イデアルにおける局所化が正則局所環であるようなものである。つまり、すべてのそのような局所化は、その極大イデアルの生成元の最小個数がクルル次元と等しいという性質をもつ。
Jean-Pierre Serre は正則環を大域ホモロジー次元が有限の可換ネーター環として定義し、これは上記の定義と同値であることを示す。正則環のクルル次元は大域ホモロジー次元と一致する。
正則環の例は（次元0である）体やデデキント整域を含む。A が正則であれば A[X] も正則であり、次元が1だけ増える。
正則環は被約であるが整域である必要はない。例えば、2つの正則整域の積は正則だが整域でない。

## 非可換環
可換とは限らない環は、大域次元が有限で、polynomial growth をもっていて（GK次元が有限で）、ゴレンシュタイン環であるときに、正則と呼ばれる。
楕円代数 も参照のこと。